# Tim Hardin
Tim Hardin (właściwie Timothy Hardin, ur. 23 grudnia 1941, zm. 29 grudnia 1980) – amerykański piosenkarz, gitarzysta i kompozytor folkowy.

## Życiorys

### Wczesne lata
Tim Hardin urodził się w Eugene w stanie Oregon i tam przebywał do 18 r. życia. Chociaż jego dzieciństwo, jak sam twierdził, nie było szczęśliwe, to jednak rodzice obdarzyli go miłością do muzyki. Jego matka robiła karierę w muzyce poważnej a ojciec był jazzowym basistą.
Po ukończeniu szkoły wstąpił do piechoty morskiej (marines), aby uciec z ograniczającej go, surowej rodziny. Jednak wojskowa dyscyplina była zupełnie nie do pogodzenia z jego bardzo zmiennymi nastrojami). Gdy powrócił w 1961 r. do domu po zakończeniu służby na Dalekim Wschodzie, był już nałogowym heroinistą.
W tym samym roku przybył do Nowego Jorku z zamiarem zostania aktorem. Wstąpił do Amerykańskiej Akademii Sztuk Dramatycznych i tu zetknął się z folkowymi kręgami Greenwich Village. Później pojawił się na Harvardzie, gdzie nauczał na wydziale muzykologicznym. Zaczął występować w tym mocnym (Boston, Cambridge) folkowym środowisku (w klubie Unicorn i innych), w którym w tym czasie wiodącymi postaciami byli Tom Rush i Joan Baez. Ale nawet wtedy separował się od innych, głównie z dwu przyczyn. Po pierwsze był entuzjastą jazzu. A po drugie był obojętny na lewicowo-liberalne protest songi Boba Dylana, Phila Ochsa, Joan Baez i innych.
Był także muzykiem wyjątkowo mocno skoncentrowanym na swoim wewnętrznym życiu i związkach. Wierzył także, iż jego piosenki tak naprawdę nie należą do niego; on jest jedynie kanałem dla muzyki, która już istniała gdzieś poza nim.
Prawdopodobnie w sierpniu 1964 r. podpisał roczny kontrakt z Columbią. Odbyło się kilka sesji nagraniowych, na których Hardin koncentrował się głównie na bluesie i folku oraz na swoich piosenkach utrzymanych w tych stylach. Często używał elektrycznej gitary, czyli wyprzedził samego Boba Dylana. Nagrań tych wtedy nie wydano i kontrakt się skończył.

### Rozwój kariery
Jednak w ponad rok później podpisał kontrakt z nową filią MGM Verve-Forecast i w 1966 r. zaczęły się ukazywać jego pierwsze nagrania. Nastąpił 8-miesięczny złoty okres piosenkarza od końca 1965 do drugiej połowy 1966 r. Artysta komponował swoje utwory w Los Angeles, w pokoju w mieszkaniu także heroinisty, słynnego komika Lenny'ego Bruce'a. Wtedy także spotkał swoją muzę Susan Morss, aktorkę, która pod artystycznym pseudonimem Susan Yardley grała w popularnej serii telewizyjnej The Young Marrieds. Jego klasyczna piosenka "Lady Came from Baltimore" jest zmitologizowanym opisem ich związku. Uromantycznił siebie przedstawiając się jako postać poza prawem, co można odnosić do jego nałogu, ale przedstawiał siebie jako renegata i twierdził (fałszywie), że jest krewnym słynnego XIX-wiecznego wyjętego spod prawa Johna Wesleya Hardina. Nieustanne napięcia w ich związku spowodowane jego nałogiem, zdominowały resztę jego kariery i życia.
Pierwszy album Tim Hardin 1 ukazał się w połowie 1966 r. Była to bardzo dobra płyta, z której "Reason to Believe" rozsławiona została później przez Roda Stewarta. 12 piosenek reprezentowało pełny zakres stylów, które na niego wpłynęły; od delikatnego, zmysłowego popu po ostry rhythm and blues. W nagraniu albumu wziął m.in. udział John Sebastian.
W kwietniu 1967 r. ukazał się drugi album artysty Tim Hardin 2, jedna z najlepszych płyt lat 60. Wbrew modzie na wydłużanie utworów, większość piosenek trwała zaledwie ok. 2 minut. Hardin po wydaniu całkowicie skrytykował album twierdząc, że według jego zamiarów miała to być płyta właściwie tylko śpiewana przez niego przy akompaniamencie gitary, a aranżer, któremu dał taśmę z tymi piosenkami, dodał do tego zespół muzyczny.
Mimo tego, że te płyty nie cieszyły się wielkim powodzeniem, wiele piosenek Hardina było wykonywanych przez innych artystów. Najbardziej znany z nich jest utwór "If I Were a Carpenter", który w wykonaniu Bobby'ego Darina stał się przebojem numer 1 w październiku i listopadzie 1966 roku. W dwa lata później słynna grupa The Four Tops także sięgnęła po ten utwór, z takim samym komercyjnym sukcesem. Jeszcze później ten sam utwór stał się przebojem duetu Johnny Cash & June Carter.
Był to świetny okres w życiu artysty; miał dwie udane płyty, szansę na zawojowanie Ameryki, wiódł chyba idylliczne życie rodzinne z żoną Susan Morss i synkiem Damianem urodzonym w lutym 1967 r.

### Schyłek kariery
Niestety wkrótce nałóg heroinowy w połączeniu z jego wrażliwą i delikatną psychiką pchnęły go w kierunku samodestrukcyjnych działań i niemożności wykorzystania swego sukcesu i innych nadarzających się okazji. Ze względu na nałóg ale i niezwykłą tremę nie mógł często występować. Gdy w lipcu 1968 r. przybył do Wielkiej Brytanii, otrzymał propozycję tournée ze znakomitą grupą Family; skończyło się na jednym występie w Royal Albert Hall w Londynie. Już po trzecim kawałku zwolnił swój zespół akompaniujący i występował solo. Otrzymał znakomite recenzje.
We wrześniu 1967 r. ukazał się kolejny album (wydany przez Atlantic) This Is Tom Hardin, który zawierał także materiał nagrany jeszcze przed pierwszą płytą.
W kwietniu 1968 r. artysta nagrał swój koncert w Town Hall w Nowym Jorku, który ukazał się na dobrym albumie Tim Hardin 3 we wrześniu tego roku. Hardin wykonał swoje najlepiej znane utwory, ubarwiając je jazzowymi akcentami.
W maju 1969 r. ukazał się album Tim Hardin 4, mieszkanka starych, niewydanych utworów własnego autorstwa, jego opracowań tematów folkowych i bluesowych oraz nagrań opisanych jako pochodzących z tego samego koncertu w Town Hall, ale być może nagranych jeszcze na sesjach dla Columbii. Słychać wyraźnie, że większość utworów z This Is Tim Hardin i Tim Hardin 4 pochodzi jeszcze z okresu zanim artysta ukształtował swój styl.
W drugiej połowie 1968 r. Hardin podpisał kontrakt z Columbią. Został posłany do Nashville w Tennessee, gdzie dokonał nagrań, które ukazały się dopiero po 30 latach na zbiorczym albumie Simple Songs of Freedom. Pierwsza jego płyta dla Columbii ukazała się w czerwcu 1969 r. i nosiła długi tytuł Suite for Susan Moore and Damion – We Are One, One, All in One. Płyta była ambitna. Zawierała kilka konwencjonalnych utworów przedzielonych mówionymi pasażami i na wpół improwizowanymi utworami, o wyraźnie bluesowym charakterze. Płyta miała charakter bardzo osobisty i dotyczyła jego życia rodzinnego. Album ten był śmiałą próbą poszerzenia a nawet przekroczenia granic emploi artysty. Płyta była nagrywana w domu artysty. Każde pomieszczenie było naszpikowane mikrofonami podłączonymi do centralnej konsoli. Ilekroć artysta czuł natchnienie (a zwykle trwało to kilka minut), zawiadamiał mieszkającego w pobliskim hotelu Gary'ego Kleina, który przychodził i nagrywał wszystko. Mimo że płyta ta poświęcona była jego rodzinie, to właśnie w tym okresie Hardin-ojciec i mąż zaczął przegrywać z Hardinem-narkomanem.
Columbia żądała od artysty przebojowego singla, ale Hardin nie potrafił komponować na rozkaz. Ratunek przyszedł od Bobby'ego Darina, który z wdzięczności za "If I Were a Carpenter" dał mu piosenkę "Simple Song of Freedom", którą Tim nagrał ze świetnymi muzykami studyjnymi (m.in. z Bernardem Purdie). Utwór dotarł do 50 pozycji na liście przebojów, co dało szansę na przełamanie złej passy i wejścia do szeregu najpopularniejszych wykonawców. W tym celu trzeba było nagrać drugiego przebojowego singla i wyruszyć na ogólnoamerykańskie tournée. Ale Hardin nie miał ani żadnej piosenki, ani sił na turę koncertową.
W sierpniu 1971 r. ukazał się jego drugi album dla Columbii Bird on a Wire; najlepsza jego płyta nagrana w latach 70. Nie miała już oczywiście tego optymizmu, co wcześniejsze nagrania – artysta wiedział, że utracił już właściwie wszystko bezpowrotnie. Głównym utworem albumu była kompozycja Leonarda Cohena "Bird on a Wire". Znakomitym utworem był także "Love Hymn", rodzaj gorzkiego lamentu po odejściu żony. W nagraniu płyty, która zebrała pozytywne recenzje, wzięli m.in. udział muzycy ze świeżo powstałego zespołu Weather Report.
W lutym 1972 r. Hardin opuścił Woodstock (gdzie mieszkał od ponad 3 lat, nie kontaktując się zresztą z innymi artystami) i udał się do Anglii, gdzie poddał się leczeniu narkomanii. I tutaj także nagrał swój kolejny album Painted Head z najlepszymi brytyjskimi muzykami studyjnymi (m.in. Peterem Framptonem). Niestety nie było na nim ani jednej nowej jego kompozycji.
Wkrótce podpisał kontrakt z firmą GM Records, która wydała jego album Nine. Znalazło się na nim m.in. 6 oryginalnych utworów. Stała się też ostatnim całkowicie ukończonym albumem artysty.
Po jego wydaniu w czerwcu 1973 r. Hardin zniknął z widoku. Był rozpatrywany (obok Tima Buckleya) do zagrania postaci Woody'ego Guthrie w filmie biograficznym, ale nic z tego nie wyszło. W ciągu około 10 lat, kilkakrotnie dochodziło do czasowego pojednania między nim a byłą żoną.
W 1976 r. artysta powrócił do USA i zamieszkał w Seattle. Od czasu do czasu pojawiał się w klubach, gdzie występował. Jego występy były nierówne; potrafił zupełnie zniszczyć kiepskim wykonaniem jakiś utwór, a w minutę później porywać publiczność śpiewając przez dwie godziny a cappella.
W 1980 r. w telewizyjnym dokumencie o nim (zrobionym z okazji nagrania koncertowego albumu The Homecoming Concert) mówił m.in. o swoim nałogu, dlaczego używał heroiny i dlaczego znów ją weźmie. Raczej żałował, że porzucił nałóg i święcie wierzył, że był w lepszym zdrowiu, gdy był narkomanem, a po kuracji antyheroinowej bardzo przytył. Mówił także, że sprzedał prawa do swoich piosenek za 23 mln dol., których nigdy nie otrzymał Koncertowy album został nagrany w styczniu 1980 r. w rodzinnym mieście artysty Eugene w Oregonie.
Wkrótce po tym występie muzyk przeprowadził się do Los Angeles aby być bliżej syna Damiona i Susan. Bardzo się zmienił. Ważył już ponad 200 funtów i stracił włosy. Groził Susan, że jeśli do niego nie wróci – zabije się. We wrześniu tego roku Susan z synkiem opuściła Los Angeles aby ukryć się przed Hardinem.
29 grudnia Tim Hardin zmarł po wzięciu dużej dawki heroiny. Było to tuż po śmierci Johna Lennona i nikt właściwie się nie dowiedział, że Hardin także zmarł.
Został pochowany na Twin Oaks Cemetery w Turner w stanie Oregon.
W latach 90. przywrócono pamięć o tym znakomitym artyście wydając antologie (Polydor) i niewydane utwory (Columbia). Robert Plant znów uczynił przebojem "If I Were a Carpenter" w 1993 r.
Pozostaje do dziś pytanie, jak Hardin mógł stracić tak całkowicie swój dar. Częściowej odpowiedzi udzieliła Susan Morss. Opisała artystę jako introspektywnego pisarza, mocno związanego ze swoimi emocjami. Gdy narkotyki zerwały więzi z jego uczuciami – nie miał już o czym pisać. I to był koniec.

## Dyskografia
Albumy studyjne
- Tim Hardin 1 **** 6.1966
- Tim Hardin 2 ***** 4.1967
- This Is Tom Hardin ** 9.1967
- Tim Hardin ** 4 5.1969
- Suite for Susan Moore and Damion - We Are One, One, All in One ** 6.1969
- Bird on a Wire **** 8.1971
- Painted Head * 1.1973
- Nine ** 6.1973 (WB), 1976 (USA)
- Unforgiven 1981 niedokończony album artysty

Albumy koncertowe
- Tim Hardin 3 - Live in Concert *** 9.1968
- The Homecoming Concert 1981

Składanki
- Hang On to a Dream - The Verve Recordings **** 1994 2-dyskowa antologia Polydoru
- Simple Songs of Freedom - The Tim Hardin Collection 1996 zbiór wczesnych, niewydanych kawałków Hardina (Sony)
- Woodstock - The Lost Performances 1991 album zawierający nagrania, które nie znalazły się na oryginalnym wydawnictwie. Tutaj Hardin wykonuje "If I Were a Carpenter".
- ;Single
- 1966 – Hang on to a Dream/It'll Never Happen Again
- 1966 – Hang on to a Dream /Reason to Believe
- 1967 – Don't Make Promises/Misty Roses
- 1967 – Hang on to a Dream/Misty Roses; osiągnął 50 pozycję na brytyjskiej liście przebojów
- 1967 – Never Too Far/Green Rocky Road
- 1967 – Black Sheep Boy/Misty Roses
- 1967 – The Lady Came From Baltimore/Black Sheep Boy
- 1967 – The Lady Came From Baltimore/Don't Make Promises
- 1968 – Tribute to Hank Williams/You Upset the Grace of Living
- 1968 – Don't Make Promises/Smugglin' Man
- 1968 – Smugglin' Man/Reason to Believe
- 1969 – Once Touched By Flame/Question of Birth
- 1969 – Simple Song of Freedom/Question of Birth; osiągnął 50 pozycję na amerykańskiej liście przebojów
- 1971 – Bird on the Wire/Bird on the Wire;
- 1973 – Do the Do/Sweet Lady